# Liste der Bodendenkmäler in Haag in Oberbayern
Auf dieser Seite sind die Bodendenkmäler in dem oberbayerischen Markt Haag in Oberbayern zusammengestellt. Diese Tabelle ist eine Teilliste der Liste der Bodendenkmäler in Bayern. Grundlage ist die Bayerische Denkmalliste, die auf Basis des Bayerischen Denkmalschutzgesetzes vom 1. Oktober 1973 erstmals erstellt wurde und seither durch das Bayerische Landesamt für Denkmalpflege geführt wird. Die folgenden Angaben ersetzen nicht die rechtsverbindliche Auskunft der Denkmalschutzbehörde.

## Bodendenkmäler in Haag in Oberbayern
| Lage                            | Objekt | Akten-Nr.     | Bild                                                          |
| ------------------------------- | --- | ------------- | ------------------------------------------------------------- |
| (Standort)                      | Straße der römischen Kaiserzeit (Teilstrecke der Trasse Augsburg–Wels). | D-1-7838-0106 |                                                               |
| (Standort)                      | Viereckschanze mit Außensiedlung der späten Latènezeit. | D-1-7838-0109 |                                                               |
| Dorfstraße 16 (Standort)        | Untertägige spätmittelalterliche und frühneuzeitliche Befunde im Bereich der katholischen Filialkirche St. Jakobus der Ältere in Winden und ihres Vorgängerbaus.                                                        | D-1-7838-0111 |                                                               |
| Dorfplatz 1 (Standort)          | Untertägige spätmittelalterliche und frühneuzeitliche Befunde im Bereich der katholischen Filialkirche St. Katharina in Oberndorf und ihres Vorgängerbaus.                                                              | D-1-7838-0113 | Untertägige spätmittelalterliche und frühneuzeitliche Befunde |
| Maria-Ward-Straße 10 (Standort) | Untertägige mittelalterliche und frühneuzeitliche Befunde im Bereich von Schloss Haag in Oberbayern und seiner Vorgängerbauten.                                                                                         | D-1-7839-0080 | weitere Bilder                                                |
| Kirchplatz 1 (Standort)         | Untertägige spätmittelalterliche und frühneuzeitliche Befunde im Bereich der ehemaligen Spital- und katholischen Pfarrkirche Mariä Himmelfahrt in Haag in Oberbayern und ihrer Vorgängerbauten mit abgegangenem Spital. | D-1-7839-0082 | weitere Bilder                                                |